# So Many Memories
| Recensione | Giudizio |
| ---------- | -------- |
| AllMusic   |          |

So Many Memories è un album discografico della cantante statunitense Patti Page, pubblicato dalla casa discografica Mercury Records nel marzo del 1955.

## Tracce
Lato A
1. Deep in a Dream – 2:54 (Eddie DeLange, Jimmy Van Heusen) – Registrato il 24 agosto 1953
2. Spring Is Here – 2:36 (Lorenz Hart, Richard Rodgers) – Registrato il 15 ottobre 1953
3. You Go to My Head – 2:31 (Haven Gillespie, J. Fred Coots) – Registrato il 24 agosto 1953
4. I Hadn't Anyone Till You – 2:39 (Ray Noble) – Registrato il 15 ottobre 1953

Lato B
1. Darn That Dream – 2:45 (Eddie DeLange, Jimmy Van Heusen) – Registrato il 15 ottobre 1953
2. I Didn't Know What Time It Was – 3:14 (Lorenz Hart, Richard Rodgers) – Registrato il 15 ottobre 1953
3. I'll Never Smile Again – 2:51 (Ruth Lowe) – Registrato il 15 ottobre 1953
4. What's New – 2:55 (Johnny Burke, Bob Haggart) – Registrato il 15 ottobre 1953

- Durata brani estratti dalle note su vinili dell'album originale (MG 25210 A / MG 25210 B)

## Musicisti
- Patti Page – voce
- Jack Rael – conduttore orchestra